# Eileen Adelaide Bruce
Eileen Adelaide Bruce (* 15. Februar 1905 in Petersham (London); † 6. Oktober 1955 in London) war eine englische Systematikerin und Botanikerin.

## Leben
Nach ihrem Studium am University College in London trat sie 1930 der Belegschaft der Royal Botanic Gardens, Kew, einer nicht öffentlichen Organisation im Vereinigten Königreich bei, die die Royal Botanic Gardens (Kew) verwaltet. Nach Ausbruch des Zweiten Weltkriegs verpflichtete sie sich 1941 zum Dienst bei den Auxiliary Territorial Services (ATS), wo sie dem „Anti-Aircraft Command“ (deutsch Flugabwehrkommando) zugeteilt wurde. Nach Ende des Kriegs wurde sie 1946 an das „South African National Herbarium“ in Pretoria berufen. Während ihres dortigen Aufenthaltes forschte sie an einer Reihe von Pflanzenfamilien, insbesondere an den Lippenblütlern und den Fackellilien. Ihre Publikationen wurden sowohl im Journal „Bothalia“ als auch im Magazin „Flowering Plants of Africa“ veröffentlicht. Nach ihrer Rückkehr nach Kew im Jahr 1952 forschte sie an den Pflanzenfamilien der Sesam- und Brechnussgewächsen und leistete Beiträge zur Flora of Tropical East Africa (deutsch Flora des Tropischen Ostafrika) und zum vierteljährlich erscheinenden Journal „Kew Bulletin“.
Um Eileen Adelaide Bruce als Person bzw. als Autorin bei der Zitierung eines botanischen Namens anzugeben, wird das Standard-Autorenkürzel E.A.Bruce verwendet.

## Publikationen
- Pedaliaceae, Serie: Flora of tropical East Africa, London 1953. OCLC 10907597
- Flora of tropical East Africa / loga, Loganiaceae, Verlag Rotterdam: Balkema 1960. OCLC 311373491